# Exo-Man
Exo-Man è un film per la televisione statunitense del 1977 diretto da Richard Irving.
È un film di fantascienza con protagonisti David Ackroyd, che interpreta uno scienziato che, rimasto paralizzato, inventa un dispositivo che lo rende un superuomo, Anne Schedeen e A Martinez.

## Trama
Copia brutta e fatta male di Ironman

## Produzione
Il film, diretto da Richard Irving su una sceneggiatura di Howard Rodman e Lionel E. Siegel con il soggetto di Martin Caidin e Henri Simoneon, fu prodotto da Lionel E. Siegel per la Universal TV.

## Distribuzione
Il film fu trasmesso negli Stati Uniti il 18 giugno 1977 sulla rete televisiva NBC. È stato poi distribuito negli Stati Uniti in DVD nel 2009 dalla Cinefear.

## Critica
Secondo MyMovies (Fantafilm) il film è "forse ispirato al personaggio di Iron Man", soffre di una qualità non eccelsa per quanto riguarda gli effetti speciali ma si segnala per il cast, che può contare su un nutrito gruppo di ottimi attori, e per la trama, che si rivela un intreccio originale.